# Lyttonyx
Lyttonyx là một chi bọ cánh cứng trong họ Meloidae.
Chi này được miêu tả khoa học năm 1876 bởi Marseul.

## Các loài
Chi này gồm các loài:
- Lyttonyx bicolor (Walker, 1871)